# Ostra portuguesa
L'ostra portuguesa (Crassostrea angulata) és una espècie de mol·lusc bivalve de la família Ostreidae que es troba al sud-oest de la península Ibèrica, estretament relacionada amb l'ostra del Pacífic. Els estudis genètics suggereixen que no és d'origen europeu com es creia abans sinó que es va originar a la costa del Pacífic d'Àsia i hauria arribat a Portugal al segle xvi involuntàriament enganxada en vaixells. Es troba en desembocadures de rius i estuaris.

## Valor comercial
Abans de ser delmada per malalties víriques el 1969 C.angulata era molt cultivada a França i Portugal, actualment no es cultiva i ha estat substituïda per l'ostra del Pacífic.